# Sirone (bassist)
Norris Jones, alias Sirone (Atlanta, 28 september 1940 – 21 oktober 2009), was een Amerikaanse jazzbassist, -componist en songwriter.

## Biografie
Geboren in Atlanta, Georgia, werkte Sirone eind jaren 1950 en begin jaren 1960 in Atlanta met The Group naast George Adams. Hij nam ook op met r&b-muzikanten als Sam Cooke en Smokey Robinson. Halverwege de jaren 1960 verhuisde hij naar New York, waar hij samen met Dave Burrell het Untraditional Jazz Improvisational Team oprichtte. Hij werkte ook samen met Marion Brown, Gato Barbieri, Pharoah Sanders, Noah Howard, Sonny Sharrock, Sunny Murray, Albert Ayler, Archie Shepp en Sun Ra. Hij richtte in 1971 samen met Leroy Jenkins en Frank Clayton het Revolutionary Ensemble op. Jerome Cooper verving later Clayton in het ensemble, dat een groot deel van het decennium actief was. Tijdens de jaren 1970 en begin jaren 1980 nam Sirone op met Clifford Thornton, Roswell Rudd, Dewey Redman, Cecil Taylor en Walt Dickerson. Tijdens de jaren 1980 was hij lid van Phalanx, een band met gitarist James Blood Ulmer, drummer Rashied Ali en tenorsaxofonist George Adams. Vanaf 1989 woonde hij in Berlijn, Duitsland, waar hij actief was met zijn band Concord (met Ben Abarbanel-Wolff en Ulli Bartel). Hij was betrokken bij theater, film en was praktiserend boeddhist.

## Overlijden
Sirone overleed in oktober 2009 op 69-jarige leeftijd.

## Discografie

### Als leader of co-leader
- 1978: Artistry (Of The Cosmos) met James Newton, Don Moye, Muneer Bernard Fennell
- 1982: Life Rays (Soul Note) met Walt Dickerson/Andrew Cyrille
- 2003: Sirone's Concord (Not Two Records)
- 2005: Live (Atavistic Records)
- 2005: Configuration (Silkheart Records) met Billy Bang

Met het Revolutionary Ensemble
- 1972: Vietnam (ep)
- 1972: Manhattan Cycles (India Navigation)
- 1975: The Psyche (Mutable Music)
- 1976: The Peoples Republic (Horizon Records)
- 1977: Revolutionary Ensemble (Enja Records)
- 2004: And Now... (Pi Recordings)

Met Sabir Mateen en Andrew Barker
- 2013: Infinite Flowers (Sagittarius A-Star)

Met Oluyemi Thomas en Michael Wimberly
- 2010: Beneath Tones Floor (NoBusiness Records)

### Als sideman
Met George Adams
- 1989: Nightingale (Blue Note Records)

Met The All Ear Trio (John Tchicai, Thomas Agergaard en Peter Ole Jorgensen)
- 2008: Boiler (Ninth World Music)

Met Albert Ayler
- 2004: Holy Ghost: Rare & Unissued Recordings (1962–70) (Revenant Records)

Met Billy Bang
- 1988: Valve No. 10 (Soul Note)

Met Gato Barbieri
- 1967: In Search of the Mystery (ep)

Met Dane Belany
- 1975: Motivations (Sahara Records)

Met Marion Brown
- 1966: Why Not? (ep)
- 1966: Three for Shepp (Impulse! Records)

Met Dave Burrell
- 1968: High Won-High Two (Black Lion Records)

Met Walt Dickerson
- 1982: Life Rays (Soul Note)

Met Zusaan Kali Fasteau
- 2004: Making Waves (Flying Note)

Met Charles Gayle
- 1988: Always Born (Silkheart Records)
- 1988: Homeless (Silkheart Records)
- 1988: Spirits Before (Silkheart Records)
- 2003: Shout! (Clean Feed Records)

Met Noah Howard
- 1966: At Judson Hall (ep)
- 1969: The Black Ark (Freedom Records)

Met The Jazz Composer's Orchestra
- 1973: Numatik Swing Band (JCOA)
- 1975: For Players Only met Leroy Jenkins (JCOA)

Met William Parker
- 2006: Requiem (Splasc(H)) – met Charles Gayle

Met Phalanx
- 1987: Original Phalanx (DIW Records)
- 1988: In Touch (DIW Records)

Met Dewey Redman
- 1973: The Ear of the Behearer (Impulse! Records)
- 1974: Coincide (Impulse! Records)

Met Pharoah Sanders
- 1969: Izipho Zam (My Gifts) (Strata-East Records)

Met Sonny Sharrock
- 1969: Black Woman (Vortex Records)

Met Cecil Taylor
- 1974: [[Spring of Two Blue J's (Unit Core)
- 1978: One Too Many Salty Swift and Not Goodbye (Hathut Records]])
- 1978: Live in the Black Forest (MPS Records)
- 1978: 3 Phasis (New World Records)
- 1978: Cecil Taylor Unit (New World Records)
- 1993: Always a Pleasure (Free Music Production)

Met Clifford Thornton
- 1972: Communications Network (Third World)

- Bibsys: 7075349
- Bibliothèque nationale de France: cb138998277 (data)
- Gemeinsame Normdatei: 13452344X
- International Standard Name Identifier: 0000 0000 8029 1813
- Library of Congress Control Number: no92000874
- MusicBrainz: 534b1100-aa17-4af0-b571-6879a839a143
- Réseau des bibliothèques de Suisse occidentale: 02-A014140344
- Système universitaire de documentation: 156987643
- Virtual International Authority File: 121700652